# Nysson
Nysson ist eine Gattung der Grabwespen (Spheciformes) aus der Familie Crabronidae. Die Gattung ist mit 56 Arten in der Paläarktis vertreten. In Europa kommen 37 Arten vor, 13 auch in Mitteleuropa.

## Merkmale
Die kleinen bis mittelgroßen Arten haben einen kurzen und gedrungenen, schwarzen Körper. Bei manchen Arten trägt der Hinterleib gelbe oder weiße Flecken oder ist schwarz mit rot gefärbt. Manche Arten sehen ihren Wirten ähnlich. Die Artbestimmung ist meist schwierig.

## Lebensweise
Sämtliche Arten leben als Parasitoide bei den Gattungen Gorytes, Harpactus und Argogorytes. Nysson-Arten sind im Allgemeinen selten, weswegen ihre Beziehung zu den Wirtstieren nicht vollständig erforscht ist. Dies gestaltet sich jedoch schwierig, da die Weibchen wie auch die anderen parasitierenden Hautflügler Nester verschiedener Arten häufig untersuchen und sich dort länger aufhalten, aber kein Ei ablegen. Die Weibchen findet man meist in der Nähe der Nester ihrer Wirte, wo sie knapp über dem Boden umherfliegen oder umherlaufen. Ist ein Wirt am Nest entdeckt, wartet das Weibchen bis zu seinem Abflug und dringt dann in das Nest ein, um ein Ei abzulegen. Es wurde jedoch auch beobachtet, dass die Weibchen in das Nest eindringen, wenn das Wirtsweibchen noch darin verweilt. In der Regel erkennen die Wirtsweibchen das Parasitoidenei nicht, sondern verproviantieren ihr Nest fertig. Die Wirtsweibchen zeigen sich jedoch beim Auftreten der Nysson-Weibchen alarmiert. Harpactus-Weibchen versuchen sie auch zu verjagen. Verschlossene Nester werden aufgegraben und im Anschluss wieder gut verschlossen. Die Eiablage erfolgt an einem oben liegenden Beutetier, immer verborgen entweder an der Unterseite des Schildes des Pronotums oder unter einem Flügel oder hinter den Hinterhüften (Coxen). Die Eier sind viel kleiner als die ihrer Wirte. Die Parasitoidenlarve schlüpft früher als die ihres Wirtes. Mit ihren langen dünnen Mandibeln wird zuerst das Wirtsei ausgesaugt und im Anschluss die vom Wirtsweibchen eingebrachte Beute gefressen. Die Verpuppung erfolgt in einem Kokon, der ähnlich aussieht, wie der der Wirtsart.

## Arten (Europa)
- Nysson alicantinus Mercet 1909
- Nysson bohemicus Zavadil 1848
- Nysson castellanus Mercet 1909
- Nysson chevrieri Kohl 1879
- Nysson dimidiatus Jurine 1807
- Nysson dusmeti Mercet 1909
- Nysson fraternus Mercet 1909
- Nysson fulvipes A. Costa 1859
- Nysson ganglbaueri Kohl 1912
- Nysson gerstaeckeri Handlirsch 1887
- Nysson hrubanti Balthasar 1972
- Nysson ibericus Handlirsch 1895
- Nysson interruptus (Fabricius 1798)
- Nysson kolazyi Handlirsch 1887
- Nysson konowi Mercet 1909
- Nysson lapillus Beaumont 1965
- Nysson laufferi Mercet 1904
- Nysson maculosus (Gmelin 1790)
- Nysson miegi Mercet 1909
- Nysson mimulus Valkeila 1964
- Nysson niger Chevrier 1868
- Nysson parietalis Mercet 1909
- Nysson pratensis Mercet 1909
- Nysson pusillus Beaumont 1953
- Nysson quadriguttatus Spinola 1808
- Nysson roubali Zavadil 1937
- Nysson ruthenicus Birula 1912
- Nysson spinosus (J. Forster 1771)
- Nysson susterai Zavadil 1948
- Nysson tridens Gerstaecker 1867
- Nysson trimaculatus (Rossi 1790)
- Nysson varelai Mercet 1909
- Nysson variabilis Chevrier 1867
- Nysson decemmaculatus (Spinola 1808)
- Nysson epeoliformis (F. Smith 1856)
- Nysson militaris (Gerstaecker 1867)
- Nysson monachus (Mercet 1909)

## Belege